# Чанг (острів)
Ко Чанг (Чанг, тай. เกาะช้าง — «слонячий острів», англ. Koh Chang, Chang island) — третій за величиною острів Таїланду, після Пхукету та Ко Самуї. Розташований у акваторії Тихого океану на східному узбережжі Сіамської затоки, острів є частиною морського національного парку Му Ко Чанг та найбільшим із 47 островів, розкиданих уздовж узбережжя провінції Трат. Ко Чанг знаходиться за 300 кілометрів від Бангкоку. Подорож від Бангкоку до Ко Чанга триває приблизно 4 години, від Паттайї — 3 години. Також існує можливість перельоту з аеропорту Бангкоку до Трата, що складає близько 45 хвилин.

## Етимологія
Обриси острова Ко Чанг нагадують за своєю формою голову слона. «Чанг» перекладається з тайської як «слон».

## Географія
Острів Ко Чанг має близько 30 км в довжину і 18 км в ширину. У його рельєфі переважають височини, найвища точка острова — гора Салакпгет (743 м над рівнем моря). Більшу частину острова займає тропічний ліс.
У 1982 році велика частина архіпелагу Чанг (85%) була оголошена Національним морським парком. Загальна площа заповідника дорівнює 650 км², 70% з якої  — океан. До складу парку входять численні пляжі західного і південного узбережжя головного острова, його водоспади, а також коралові рифи прибережних вод. У водах національного парку мешкає велика кількість жорстких і м'яких коралів, губок, гігантських молюсків, риб; з тварин на суші живуть макаки, індійський циветт, яванський мангуст, у тропічних лісах острова живе близько 60 видів птахів, зокрема в областях Као Гавкотом і Као Яї зустрічається птах-носоріг.
На острові є декілька водоспадів. Найбільшим є водоспад Тан Майом на східному узбережжі. Це трирівневий водоспад, який впадає в озеро. Протягом усього потоку води прокладена пішохідна стежка, яка дозволяє пробратися на саму вершину водоспаду. Також неподалік від пляжів Клонг Прао і Кай Бає розташований водоспад Клонг Пру. Всі водоспади острова є одними з головних джерел прісної води. 
Місцеві коралові рифи перебувають на глибинах від 5 до 30 м, видимість тут становить близько 20 м. Підводний світ цих місць дуже різноманітний, під час занурень можна побачити жорсткі та м'які корали, губок, гігантських молюсків, риб, мурен і навіть китових акул. У районах Хін Лук Бат і Хін Лап з морського дна підіймаються підводні гори. У районі Ко Чанг є два затонулих кораблі. Тайський військовий корабель лежить поблизу узбережжя Салакпет в південній частині острова, він був потоплений французами в 1941 році. Знаходиться він на глибині 15 м. Інший корабель затонув у 1996 році після того, як сів на кораловий риф. Цей 900-тонний танкер лежить на глибині 35 м.
Протягом багатьох років острів перебував осторонь від туристичного бізнесу і тому природа острова збереглась у своїй первозданній чистоті й свіжості. 80% території острова покрито джунглями. Останні роки Ко Чанг бурхливо розвивається, будуються нові готелі, дороги, банки, клініки.

## Адміністративний поділ
Острів є районом (Amphoe) провінції Трат. Він був створений 30 квітня 1994 року, коли його відділили від району Laem Ngop.
Населення — 5356 осіб (2005), які проживають у 8 селищах:
1. Salak Phet
2. Salak Phet Nuea
3. Salak Khok
4. Chek Bae
5. Ban Dan Mai
6. Банг Бао (англ. Bang Bao) — невелике рибальське селище, побудоване повністю на палях, що протягнулися від берега в море. Вузький пірс по обидва боки забудований будинками, магазинами, ресторанами, сувенірними крамницями й пансіонатами. Кораловий риф тут непогано зберігся і є одним з ідеальних місць острова для дайвінгу.
7. Khlong Son
8. Клонг Прао (англ. Khlong Phrao)
9. Khlong Nonsi

## Межі
Ко Чанг оточує 51 острів. На схід від нього знаходиться Камбоджа і на захід, тайська провінція Чантабурі.

## Клімат
На Ко Чанг існує три сезони:
- Прохолодний сезон (листопад-лютий)
- Жаркий сезон (березень-травень)
- Сезон дощів (червень-жовтень)

На Ко Чанг випадає 4000 мм опадів на рік.

## Галерея

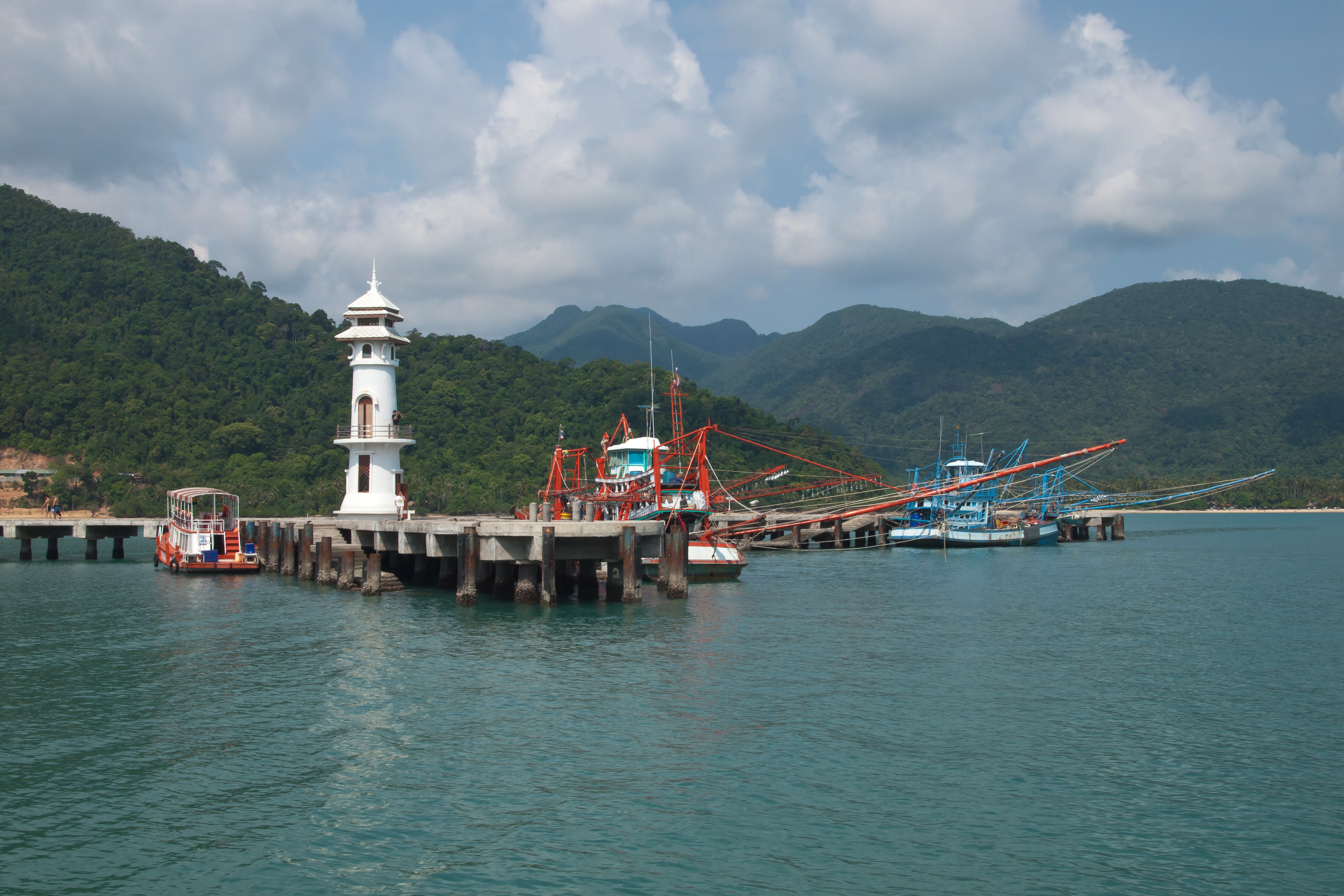
Селище рибалок Банг-Бао
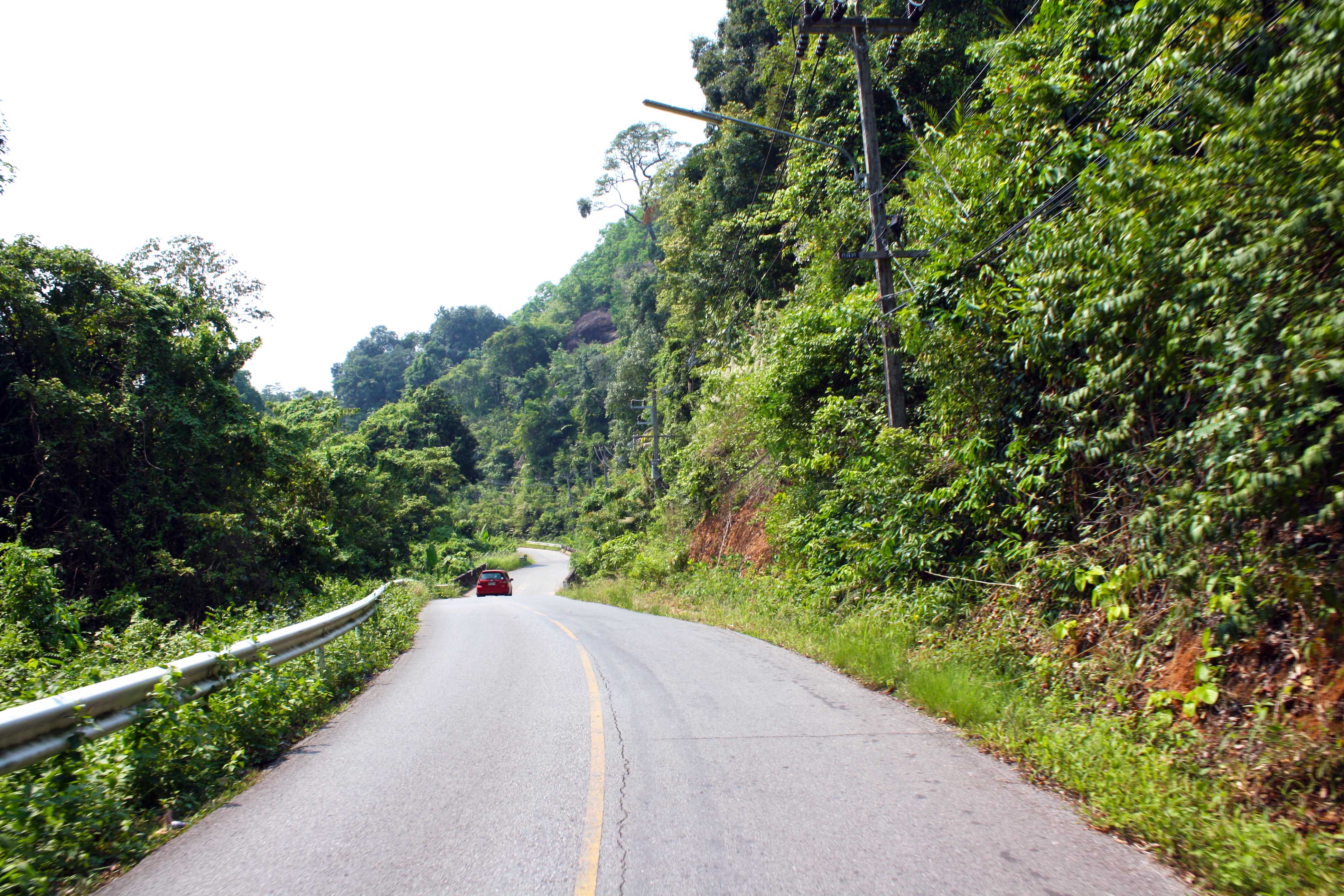
Єдина дорога на острові Ко Чанг
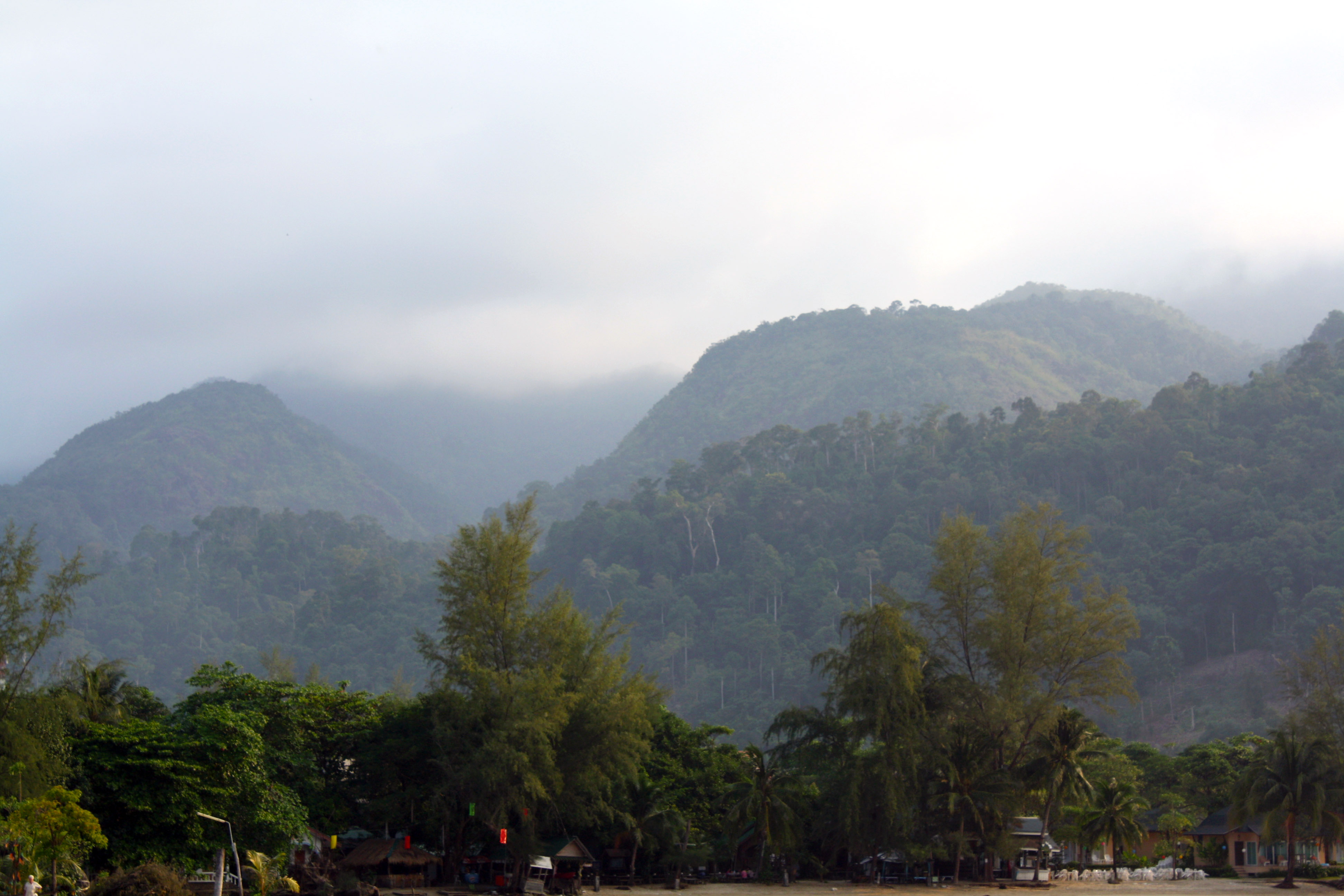
Ранковий пейзаж на острові
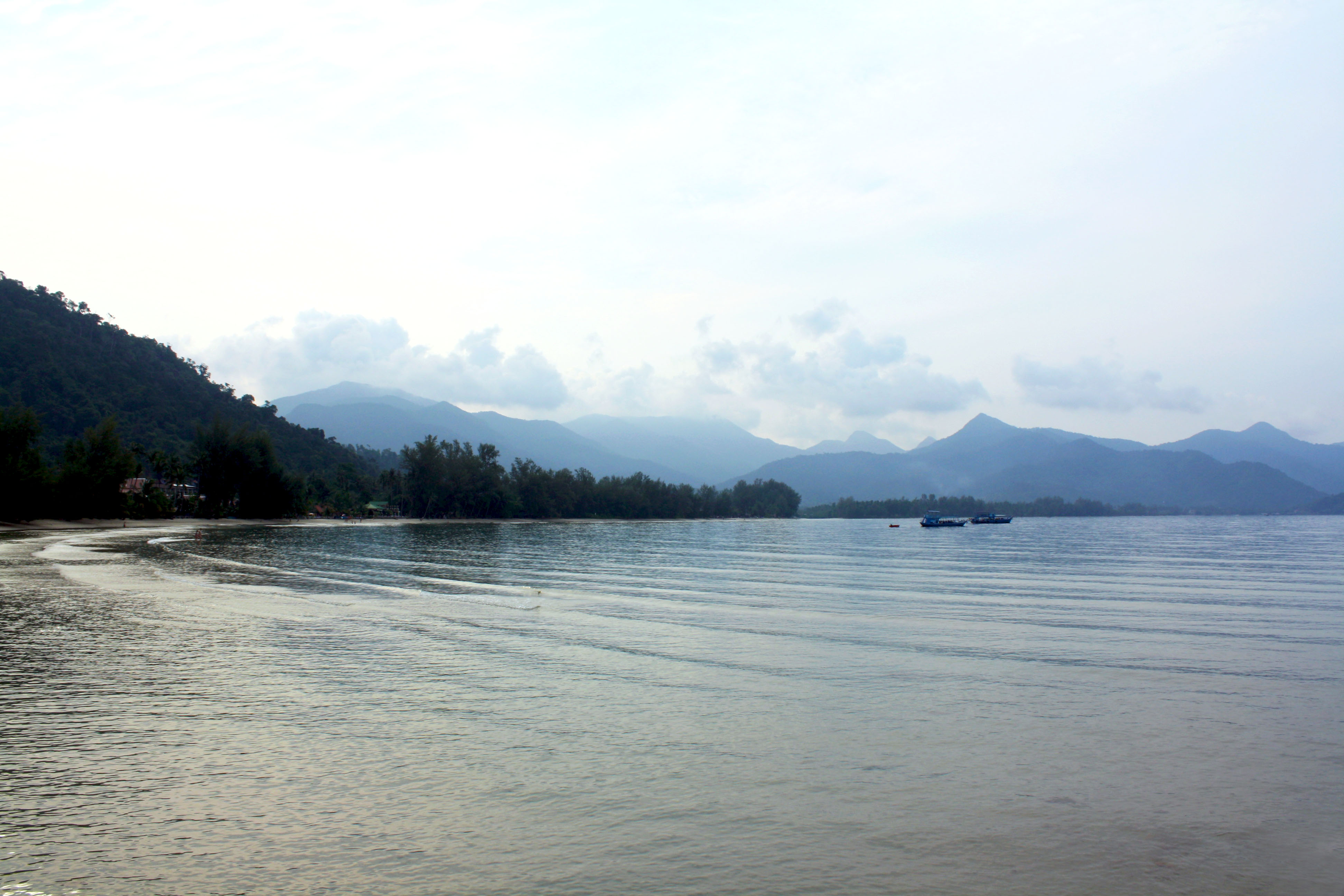
Ранковий пейзаж в бухті Клонг Прао
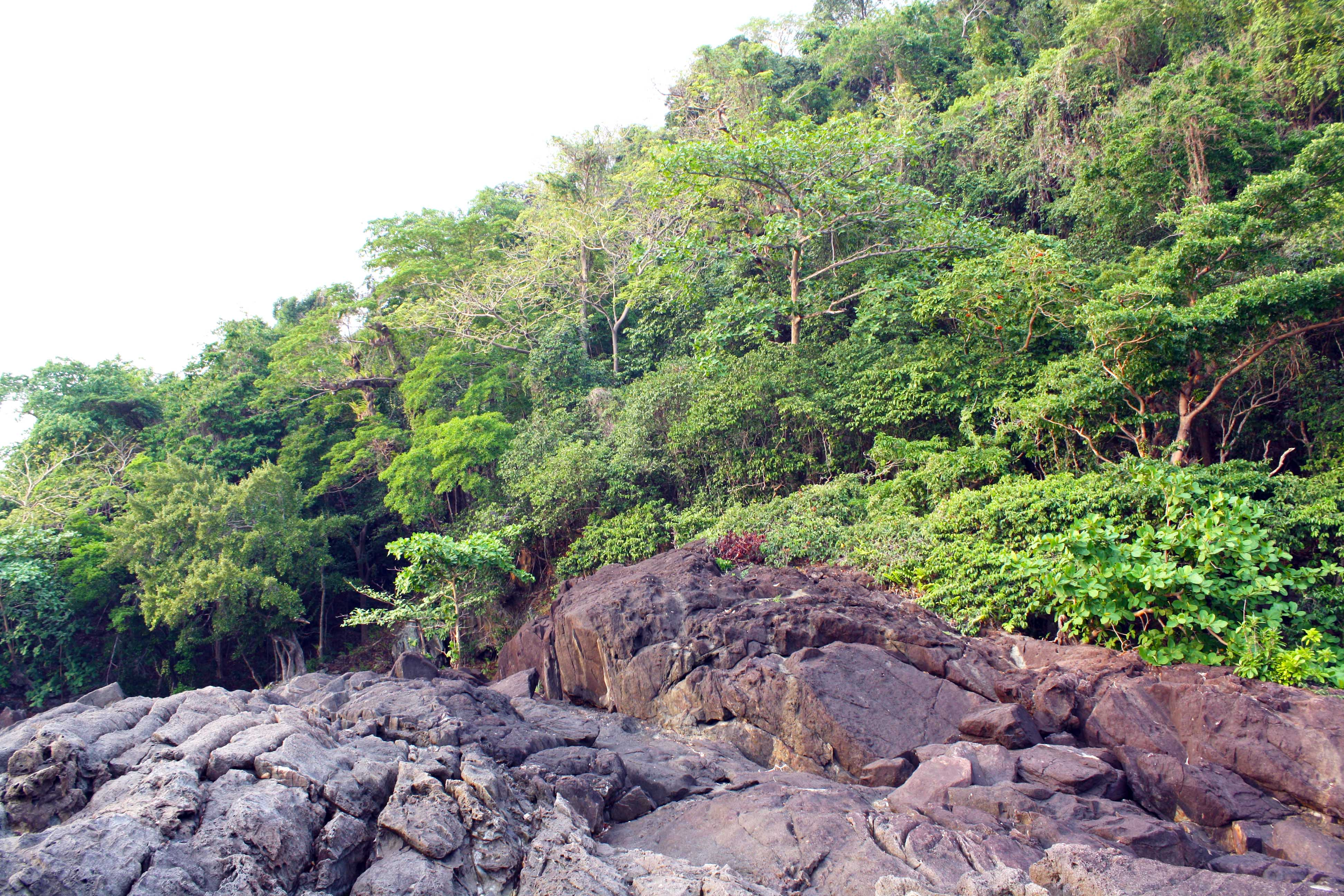
Вулканічна магма та тропічний ліс
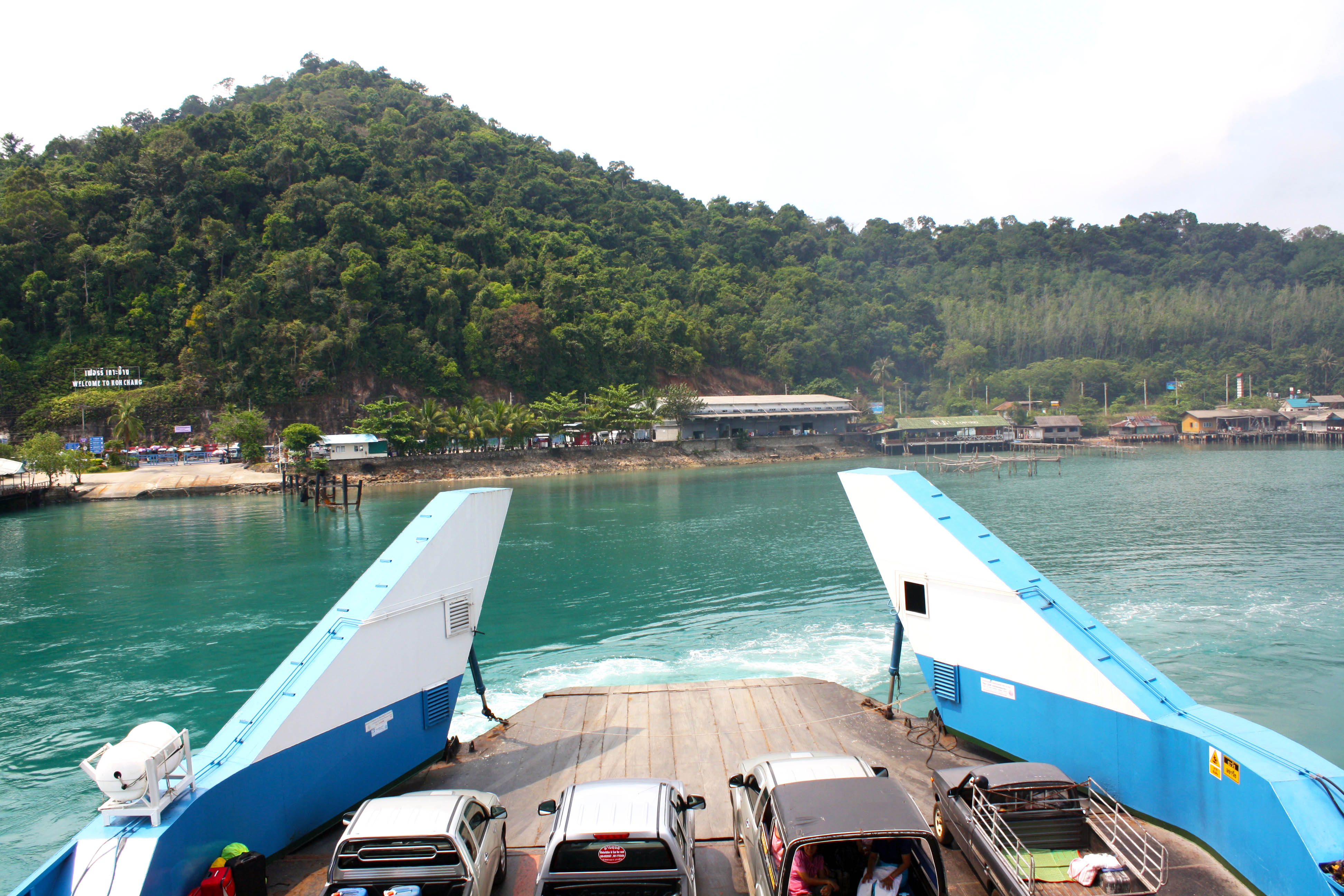
Пором відпливає від острова Ко Чанг
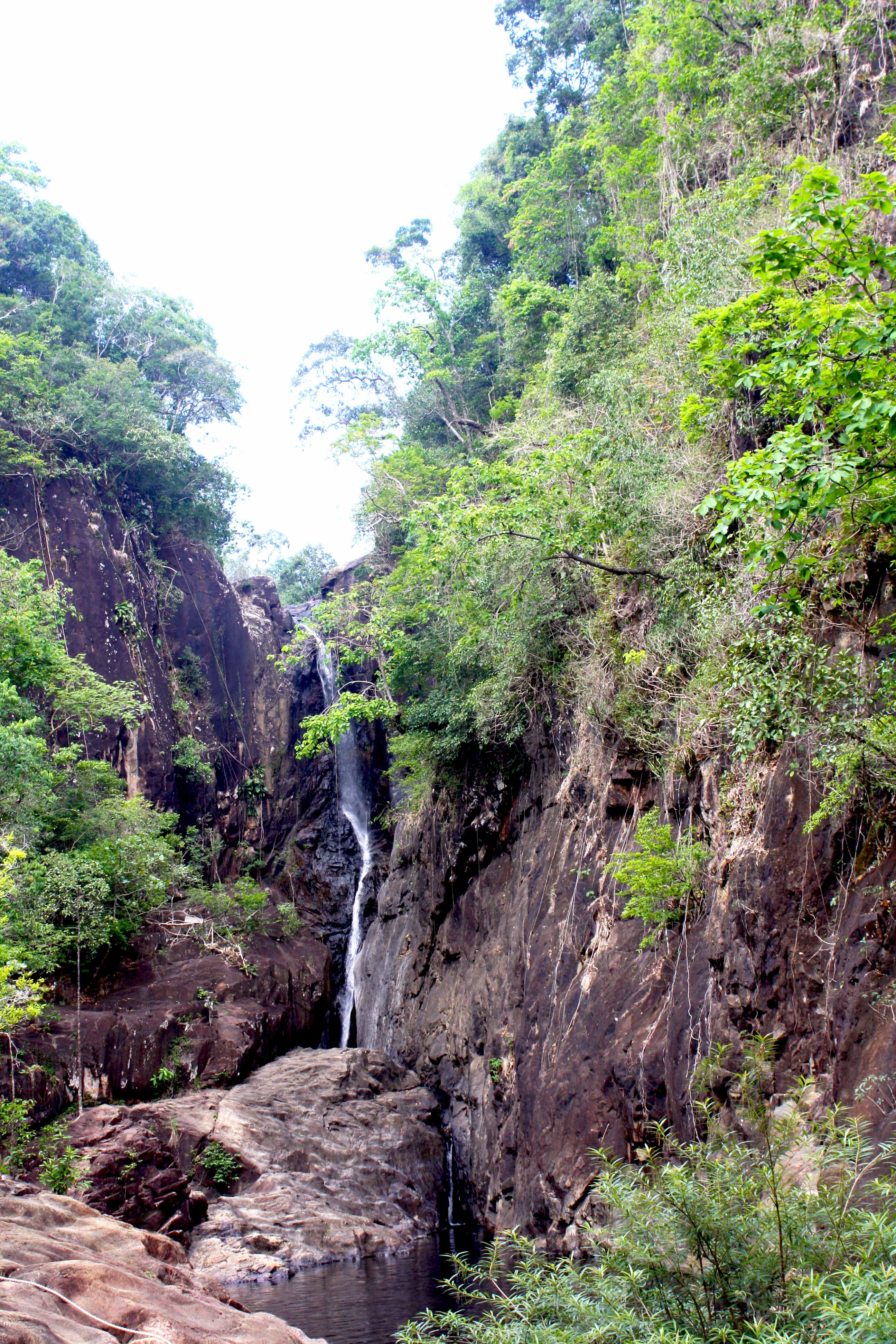
Водоспад Клонг Пліу